# Thailändische Badmintonmeisterschaft 2009
Die Thailändische Badmintonmeisterschaft 2009 fand vom 31. August bis zum 5. September 2009 in Nakhon Ratchasima statt.

## Medaillengewinner
| Disziplin    | Gold                                            | Silber                                       | Bronze                                    |
| ------------ | ----------------------------------------------- | -------------------------------------------- | ----------------------------------------- |
| Herreneinzel | Boonsak Ponsana                                 | Tanongsak Saensomboonsuk                     | Suppanyu Avihingsanon                     |
| Herreneinzel | Boonsak Ponsana                                 | Tanongsak Saensomboonsuk                     | Pakkawat Vilailak                         |
| Dameneinzel  | Ratchanok Intanon                               | Sapsiree Taerattanachai                      | Methanee Pattanapitoon                    |
| Dameneinzel  | Ratchanok Intanon                               | Sapsiree Taerattanachai                      | Salakjit Ponsana                          |
| Herrendoppel | Bodin Isara Maneepong Jongjit                   | Watchara Buranakuea Pawarit Supasri          | Wannawat Ampunsuwan Tinn Isriyanet        |
| Herrendoppel | Bodin Isara Maneepong Jongjit                   | Watchara Buranakuea Pawarit Supasri          | Nitipong Saengsila Songphon Anugritayawon |
| Damendoppel  | Sapsiree Taerattanachai Rodjana Chuthabunditkul | Chayanit Chaladchalam Thanpakanan Ampansuwan | Savitree Amitrapai Vacharaporn Munkit     |
| Damendoppel  | Sapsiree Taerattanachai Rodjana Chuthabunditkul | Chayanit Chaladchalam Thanpakanan Ampansuwan | Vararat Gatenakorn Priyapom Krajangjit    |
| Mixed        | Maneepong Jongjit Rodjana Chuthabunditkul       | Jakrit Tantirasin Kewalin Akarakulchai       | Thitipong Lapho Vacharaporn Munkit        |
| Mixed        | Maneepong Jongjit Rodjana Chuthabunditkul       | Jakrit Tantirasin Kewalin Akarakulchai       | Vasin Ninyok Priyapom Krajangjit          |